# Tarchały Małe
Tarchały Małe – wieś w Polsce położona w województwie wielkopolskim, w powiecie ostrowskim, w gminie Odolanów. Leżą ok. 7 km na południowy zachód od Ostrowa Wielkopolskiego
Przed 1932 rokiem miejscowość położona była w powiecie odolanowskim, W latach 1975–1998 w województwie kaliskim, w latach 1932–1975 i od 1999 w powiecie ostrowskim.
Według danych archiwalnych pochodzących z Narodowego Spisu Powszechnego Ludności i Mieszkań w 2002 roku we wsi Tarchały Małe było 42 gospodarstwa domowe. Wśród nich dominowały gospodarstwa zamieszkałe przez pięć lub więcej osób - takich gospodarstw były 22. Wieś Tarchały Małe ma 195 mieszkańców, z czego 46,7% stanowią kobiety, a 53,3% mężczyźni.